# Élodie Clouvelová
Élodie Pascaline Clouvelová (* 14. ledna 1989 Saint-Priest-en-Jarez) je francouzská moderní pětibojařka, dvojnásobná stříbrná olympijská medailistka.
Její matka Annick Clouvelová i otec Pascal Clouvel byli francouzskými reprezentanty v atletice. Élodie začínala jako plavkyně, roku 2008 se rozhodla přeorientovat na moderní pětiboj a vstoupila do tréninkového střediska INSEP. Stala se trojnásobnou mistryní Francie, získala bronzovou medaili na mistrovství světa juniorů v moderním pětiboji 2010. Na mistrovství světa v moderním pětiboji 2013 vyhrála s Valentinem Belaudem smíšenou štafetu, v roce 2016 byla druhá v individuálním závodě žen. V roce 2015 se stala vicemistryní Evropy v individuálním závodě. Na olympiádě 2012 skončila na 31. místě, v roce 2016 obsadila druhé místo za Chloe Espositovou z Austrálie a stala se tak první francouzskou olympijskou medailistkou v tomto sportu.